# Khojki-Schrift
Das Khojki oder Khojiki war eine Schrift, die fast ausschließlich von der Chodscha-Gemeinschaft in Teilen Südasiens, z. B. in der Provinz Sindh, verwendet wurde. Sie wurde hauptsächlich zur Aufzeichnung religiöser Literatur von Muslimen, Schiiten und Ismailiten benutzt, sowie von Literatur für einige schiitische und muslimische Sekten.
Die (nizari-ismailitische) Tradition geht davon aus, dass die Khojki-Schrift von Pir Sadardin (da‘i Pir Sadruddin) geschaffen wurde. Er war damals ausgesandt vom ismailitischen Imam jener Zeit, um den ismailitisch-muslimischen Glauben in Südasien (Jampudip) zu verbreiten. Er tat dies durch Gesänge und Unterrichtung ismailitisch-muslimischer Ginans (devotionale und religiöse Literatur). Sodann schrieb er alles mittels Khojki auf.

## Unicode
Anshuman Pandey reichte 2009 einen Vorschlag an das Unicode Technical Committee ein die Schrift in den Standard aufzunehmen. Im Juni 2014 wurde sie schließlich in Unicode 7.0 als Unicodeblock Khojki (U+11200–U+1124F) aufgenommen.